# Mermessus major
Espèce
Synonymes
- Eperigone major Millidge, 1987

Mermessus major est une espèce d'araignées aranéomorphes de la famille des Linyphiidae.

## Distribution
Cette espèce est endémique d'Arizona aux États-Unis,. Elle se rencontre dans le comté de Coconino.

## Description
Les mâles mesurent de 2,7 à 3,1 mm et les femelles de 3,0 à 3,65 mm.

## Publication originale
- Millidge, 1987 : The erigonine spiders of North America. Part 8. The genus Eperigone Crosby and Bishop (Araneae, Linyphiidae). American Museum novitates, no 2885, p. 1-75 (texte intégral).